# HD 137465
HD 137465，又名CD-51 9132，SAO 242569、HR 5738，是一颗恒星，视星等为6.1，位于銀經326.14，銀緯4.06，其B1900.0坐标为赤經15h 21m 9.3s，赤緯-51° 4.06′ 56″。